# Castelo Achallader
O Castelo Achallader (em língua inglesa Achallader Castle) é uma ruína de uma torre de castelo localizado em Argyll, Escócia.
Encontra-se classificado na categoria "B" do "listed building" desde 20 de julho de 1971.